# Hubertus Durek
Hubertus Durek (* 21. Januar 1917 in Posen; † 2006) war ein deutscher Schauspieler, Regisseur und Theaterintendant.

## Leben
Durek nahm zunächst ein Medizinstudium auf. Nach privatem Schauspielunterricht verlagerte er seinen beruflichen Schwerpunkt jedoch auf die Bühne und begann als Eleve am Schillertheater in Berlin. Nach verschiedenen Bühnenengagements sowie Tätigkeiten als Versicherungsvertreter und Händler gründete er 1949 das Westdeutsche Zimmertheater in Solingen, aus dem 1952 das Theater am Dom in Köln entstand. 33 Jahre lang blieb diese Bühne seine künstlerische Heimat, zunächst ohne feste Spielstätte mit Inszenierungen moderner Dramatiker wie Peter Handke und Jean Cocteau, ab 1964 mit einem festen Haus als Boulevardtheater. Unter Dureks Leitung arbeiteten dort Theatergrößen wie Grethe Weiser, Will Quadflieg, Harald Juhnke, Jürgen Flimm und Peter Zadek. 1973 wurde das ehemalige Privattheater in eine gemeinnützige GmbH umgewandelt. Seither lag die Geschäftsleitung bei Dureks Ehefrau Inge und Barbara Heinersdorff; Hubertus Durek behielt die künstlerische Leitung bis zum Erreichen der Altersgrenze 1981. Danach war er als freischaffender Theaterschauspieler tätig. Engagements führten ihn unter anderem nach München, Stuttgart, Hamburg, Frankfurt, Hannover, Köln und Düsseldorf sowie an verschiedene Berliner Bühnen wie das Schlossparktheater und das Theater am Kurfürstendamm.
Auch in Film und Fernsehen trat Durek gelegentlich auf. So spielte er neben Udo Samel im Fantasy-Film Vorwärts, neben Karl Schönböck in Alte Liebe, in der Dieter-Hallervorden-Komödie Bei mir liegen Sie richtig sowie in dem Drama Obsession mit Heike Makatsch und Daniel Craig. Daneben übernahm er Gastrollen in Fernsehserien und -reihen wie Der letzte Zeuge, OP ruft Dr. Bruckner und Berliner Weiße mit Schuß sowie als Sprecher in Synchronisations- und Hörspielproduktionen.

## Filmografie (Auswahl)
- 1970: Spiel nicht mit kleinen Mädchen
- 1981: Alte Liebe
- 1990: Vorwärts
- 1990: Bei mir liegen Sie richtig
- 1997: Obsession
- 2001: Mein langsames Leben

## Synchronisation
- 1989: Der Club der toten Dichter als Welton Vicar für Simon Mein
- 1993: Der Komiker/Ein Trottel kommt selten allein (Some Kind of a Nut, 1969) als Pfarrer/Mr. Suzumi für Peter Brocco

## Hörspiele
- 1992: Viel Frust für Frost – Regie: Klaus Wirbitzky